# 1917 au théâtre
| Années du théâtre : 1914 - 1915 - 1916 - 1917 - 1918 - 1919 - 1920    |
| Décennies du théâtre : 1880 - 1890 - 1900 - 1910 - 1920 - 1930 - 1940 |

Cet article présente les faits marquants de l'année 1917 au théâtre.

## Pièces de théâtre représentées
- 2 juin : Un soir quand on est seul de Sacha Guitry, fantaisie en un acte et en vers libres, représentée pour la première fois sur la scène du Théâtre des Bouffes-Parisiens, avec Sacha Guitry et Gaby Morlay
- 28 novembre : L'Illusionniste de Sacha Guitry, représentée pour la première fois sur la scène du Théâtre des Bouffes-Parisiens, avec Sacha Guitry et Yvonne Printemps

## Naissances
- 1er mai : Danielle Darrieux
- 27 juillet : Bourvil
- 5 novembre : Madeleine Robinson